# Scienza & Politica
Scienza & Politica è una rivista accademica internazionale, nata nel 1989 sotto la direzione di Pierangelo Schiera, dal 2011 viene pubblicata solamente online. Si occupa di storia delle dottrine politiche. La rivista afferisce al Dipartimento di scienze politiche e sociali dell'Università di Bologna.
Pubblica ad accesso aperto, con licenza CC BY, in italiano e inglese, con diffusione internazionale, utilizzando un processo di revisione double blind peer review.
Nel 2012, è diventata una rivista di classe A nelle liste redatte dall'ANVUR.

## Storia
Tra i suoi collaboratori si segnalano i nomi di Alberto Abruzzese, Gian Mario Bravo, Roberto Escobar, Guido Melis, Paolo Prodi.